# Coniangium
Coniangium is een geslacht van schimmels behorend tot de familie Arthoniaceae. De typesoort is Coniangium vulgare.

## Soorten
Volgens Index Fungorum bevat het geslacht vier soorten (peildatum december 2023):
| Soortnaam            | Auteur(s)           | Publicatiejaar |
| -------------------- | ------------------- | -------------- |
| Coniangium aletum    | (Willey) A. Massal. | 1871           |
| Coniangium submersum | Eitner              | 1911           |
| Coniangium vagans    | (Almq.) Zopf        | 1896           |
| Coniangium vulgare   | Fr.                 | 1821           |